# Pax Assyriaca

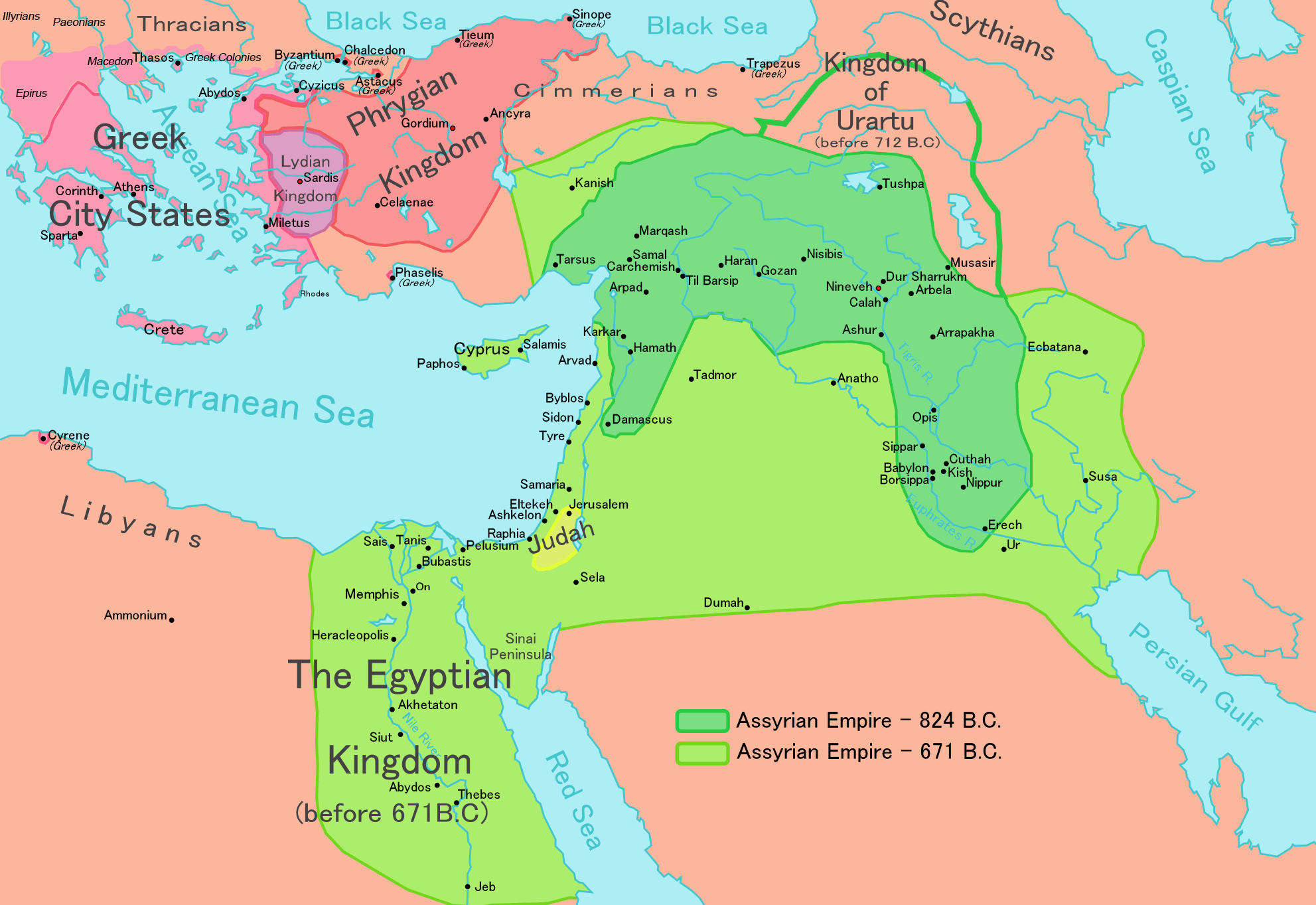
El imperio asirio en el 671 a. C. durante el reinado de Asarhaddón.

La Paz Asiria o Pax Assyriaca (en latín) fue un período relativamente largo de paz en el Imperio neoasirio durante el siglo VII (c. 700-630/620 a. C.). El término se acuñó en paralelismo con el de  Pax Romana. El Imperio neoasirio (911-620 a. C.) hizo un amplio uso de su poderío militar con el fin de someter las distintas culturas del Próximo Oriente en una única estructura política, que se extendía desde los Zagros hasta Egipto, y desde los Montes Tauro hasta el Golfo Pérsico. El desarrollo económico, político, ideológico y militar durante este periodo tuvo efectos duraderos en los acontecimientos incluso más allá de la desaparición del Imperio neoasirio.

## Antecedentes
La Pax Assyriaca puede describirse como una política impuesta, de carácter jurídico y administrativo, que tenía como objetivo una situación de estabilidad política y socioeconómica en las tierras que habían caído bajo la hegemonía asiria, independientemente de que estas tierras hubieran sido sometidas totalmente o si se les había permitido, como vasallos del imperio, conservar sus sistemas sociales, administrativos e incluso políticos preexistentes. Estos objetivos servían a los intereses económicos generales del imperio, cuyo crecimiento se basaba en la explotación de los recursos de los territorios sometidos.
El mayor crecimiento territorial asirio se produjo durante el reinado de Tiglatpileser III (744-727 a. C.), que se expandió por Mesopotamia, Siria, Anatolia y Egipto. Sus reformas maximizaron la eficiencia militar y política permitiéndole establecer las bases del imperio neoasirio. Centralizó el poder debilitando atribuciones a los funcionarios y nombró gobernadores para distribuir la escasa porción de poder que quedaba dentro del imperio. También instituyó un ejército permanente incorporando soldados procedentes de estados vasallos como tributo o cuando el rey asirio lo exigiera. Tras sus conquistas y las de sus sucesores, Salmanasar V y Sargón II en Anatolia y Levante, el imperio entró en una etapa de consolidación y estabilización fronteriza conocida como la Pax Assyriaca. La expansión sobre un gran territorio proporcionó una estabilidad en el poder desconocido hasta entonces y la atención se centró en la expansión de la economía y el desarrollo del imperio. Los asirios tenían muchos estados vasallos que pagaban tributo al imperio y cuanto más productivos y lucrativos eran estos estados, mayor era la recaudación de esos tributos. Por lo tanto, a Asiria le convenía apoyar el desarrollo no sólo de su imperio sino de todas sus áreas circundantes.

## Desarrollo económico

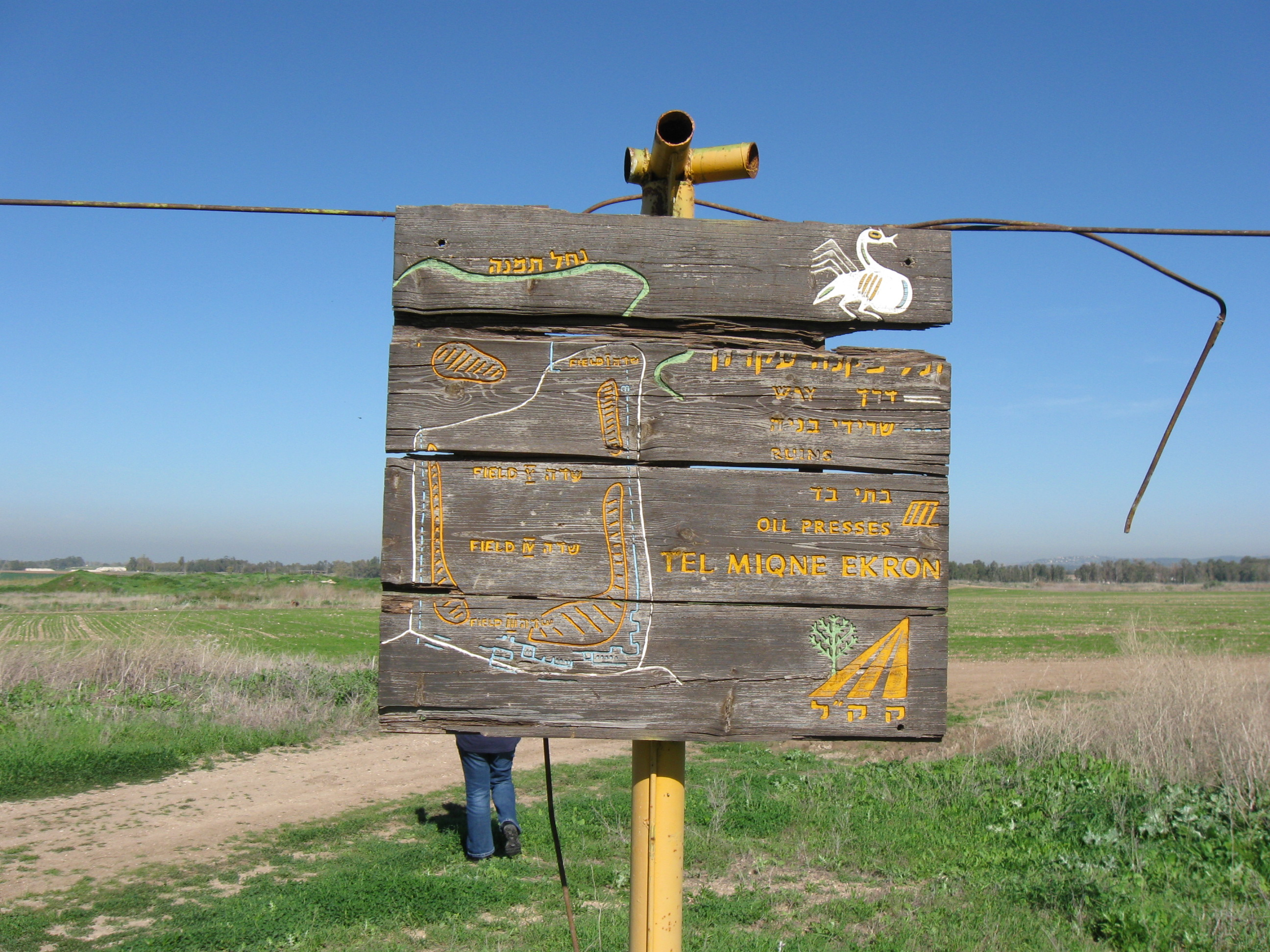
Área de localización del yacimiento de Tel Miqne-Ekron.

Aunque el periodo se denomina "paz asiria", todavía persistían revueltas y levantamientos con la consiguiente respuesta militar. Sin embargo, el período fue notablemente más pacífico y próspero considerando que el poder estaba mucho más estabilizado y centralizado que antes bajo esta única entidad política. El desarrollo de Ecrón, una de las cinco ciudades de la pentápolis_filistea, fue un ejemplo de los logros de la Pax Assyriaca. Ecrón prosperó durante este periodo tras 200 años de decadencia. La ciudad creció casi 8 veces en tamaño y experimentó una gran expansión económica. Ecrón fue el centro de producción de aceite de oliva para el imperio durante este periodo y un gran productor de textiles, lo que se puede comprobar con los descubrimientos arqueológicos de telares e instalaciones de aceite de oliva en la zona. 
Con los hallazgos de más de 115 instalaciones de aceite de oliva, se estima que Ecrón producía unas 1000 toneladas de aceite de oliva al año. Sin embargo, no hay pruebas de que existiera ninguno de los dos productos antes de este periodo, lo que indica que el crecimiento económico fue motivado por la Pax Assyriaca. Las grandes cantidades de plata encontradas en las excavaciones arqueológicas de los palacios de Ecrón que fueron construidos por la élite muestran el alcance de la prosperidad económica que experimentaba la ciudad filistea. La construcción de esta zona para las élites indica que la clara distinción entre las clases superiores e inferiores estaba surgiendo debido a la afluencia de riqueza de quienes controlaban la producción y la gestión de la política y la economía de Ecrón. Incluso después de la retirada de los asirios, la ciudad siguió prosperando, lo que indica los efectos duraderos de la Pax Assyriaca en ciudades como esta.
La relación con los fenicios durante este periodo contribuyó aún más al desarrollo económico del imperio. Fenicia era otro estado vasallo que pagaba tributo a los asirios. Los fenicios realizaban intercambios comerciales dentro del imperio comerciando con vino, madera, marfil, metales e ideas gracias a la extensa red marítima que habían establecido. Al convertirse en una importante fuente de recursos, los fenicios tuvieron que buscar nuevos medios para abastecer la gran demanda del imperio asirio, lo que dio lugar a la expansión fenicia para obtener más recursos. Los fenicios fueron esenciales en el aumento del comercio del hierro en todo el Mediterráneo ya que controlaban tres regiones productoras de hierro: Chipre, Cilicia, y Creta. Estas redes comerciales fenicias conectaron Grecia y Mesopotamia no solo en el comercio de bienes sino también una tendencia cultural intermediterránea específica. El "periodo de orientalización" de la artesanía y el arte griegos del siglo VIII al VII puede remontarse al Asia occidental dominada por los asirios, a través de los filtros mercantiles y culturales de Anatolia, Chipre y Fenicia.

## Desarrollo político y militar
Durante el reinado de Tiglatpileser III, el poder dentro del imperio asirio se centralizó, ya que los funcionarios de alto rango perdieron sus atribuciones. Se implantó la figura de los gobernadores para administrar pequeñas provincias con el fin de evitar concentraciones de poder que rivalizasen con el del propio monarca y reformó especialmente el ejército, profesionalizándolo e incorporando soldados extranjeros provenientes de los estados vasallos mezclándolos con los asirios a excepción de las secciones de caballería y de carros.
Los asirios rara vez se inmiscuían en la política interna de sus estados vasallos. La imposición de una Pax Assyriaca no parece haber llevado consigo más que una forma superficial de "asirización" en términos ideológicos. No hay prácticamente ningún registro de prohibiciones de culto religioso a nivel local, ni de devoción forzada a los dioses asirios. Tampoco se impuso un uso obligatorio de la lengua y sistema de escritura asirios más allá de las necesidades de la administración local y sus relaciones con el poder central. Las únicas exigencias eran el pago de tributos y la lealtad al rey. El imperio asirio no fue capaz de generar "ciudadanos" del imperio, sino sujetos "estratégicos", es decir, individuos que adoptaban solo algunas apariencias externas de los valores y prácticas neoasirias pero conservando sus sistemas de valores y cosmovisiones locales. El resultado era un sistema político débil en el que se prodigaban revueltas y levantamientos que dificultaban el mantenimiento de la unidad imperial y facilitarían que una fuerza opositora eliminara un imperio tan desconectado de sus pueblos.

## Rebeliones y el final de lapax assyriaca
La caída del imperio asirio supuso el  el fin de la Pax Assyriaca y el surgimiento del Imperio Neobabilónico. La decadencia del imperio asirio se manifestó por la fragmentación de su estado en entidades menores, el abandono parcial o total de los centros urbanos asirios, el agotamiento de sus funciones centralizadoras, la quiebra de su sistema económico regional y el fracaso de sus ideologías civilizadoras como la identidad asiria entre sus pueblos subordinados. Finalmente la rebelión de medos y babilonios supuso la derrota de los asirios y la destrucción de la capital Nínive.
Cuando el imperio se derrumbó y desapareció la estructura superior del imperio neoasirio (monarquía, ejército y administración) sólo quedaron aldeas y pueblos cuyos líderes no tenían ninguna relación -cultura, lengua, ideología o religión- con el antiguo orden asirio, creando un vacío de poder en los territorios que históricamente habían pertenecido a Asiria. Este vacío sería llenado por los nuevos conquistadores, especialmente cuando ocuparon los niveles superiores de la administración sobre el nivel inferior que encontraron tras la caída del imperio neoasirio Cuando en pocas décadas, entre el 550 y el 512 a. C., el Estado persa se convirtió en el sucesor del imperio babilónico y gestar un enorme imperio mundial, su administración tuvo que crear un nuevo sistema administrativo para gobernar las provincias. Para ello, parece que los persas tuvieron que recurrir a la experiencia del imperio asirio, que en aquella época se consideraba un pasado bastante glorioso: la adopción del arameo como lengua franca, servicios postales regulares para la administración de las provincias, la organización de los ejércitos, el uso de archivos o los modelos de arte real y la ideología divina asociada al rey.